# 水曲柳镇
水曲柳镇，是中华人民共和国吉林省吉林市舒兰市下辖的一个镇。

## 行政区划
水曲柳镇下辖以下地区：
水曲柳社区、七道社区、周家村、荣进村、大树村、先进村、东升村、进步村、五道村、水曲柳村、清泉村、保房村、太安村、岗街村、锦德村、路家村、六道村和胜利村。